# Krty
Krty (en allemand : Gerten) est une commune du district de Rakovník, dans la région de Bohême-Centrale, en République tchèque. Sa population s'élevait à 114 habitants en 2020.

## Géographie
Krty se trouve à 3 km à l'ouest-sud-ouest de Jesenice, à 23 km à l'ouest de Rakovník et à 72 km à l'ouest de Prague.
La commune est limitée par Kryry au nord, par Petrohrad au nord-est, par Jesenice et Drahouš à l'est, par Zdar au sud, par Velečín au sud-ouest et par Blatno à l'ouest.

## Histoire
La première mention écrite de la localité date de 1227.